# Адриатико (стадион)
«Адриатико» (итал. Stadio Adriatico - Giovanni Cornacchia) — стадион футбольного клуба «Пескара». Стадион был открыт в 1955 году.
Вместимость стадиона составляет 24 400 мест. С 2009 года носит имя итальянского легкоатлета Джованни Корнакиа.

## История
Стадион использовался для нескольких матчей группового этапа во время футбольного турнира на Олимпийских игр 1960 года в Риме.
Сборная Италии по футболу несколько раз в прошлом проводила свои домашние матче на этом стадионе.

### Реконструкция
В 2009 году стадион был реконструирован, так как Пескара принимала XVI Средиземноморские игры.
22 октября 2009 года стадион получил имя легкоатлета Джованни Корнакиа, который был родом из Пескары.